# Алтынжар
Алтынжа́р (каз. Алтынжар, буквально «золотой берег» или «золотой обрыв») — казахское село в Володарском районе Астраханской области России. Административный центр Алтынжарского сельсовета.

## История
Поселение на территории современного Алтынжара известно с середины XIX века, до 1930-х годов оно называлось Курли и имело преимущественно калмыцкое население. Другой населённый пункт под названием Алтынжар существовал в то время к северу от современного села, сегодня он имеет статус самостоятельного посёлка и называется Старым Алтынжаром.
До 1963 года Алтынжар был центральной усадьбой колхоза «Красный казах». В результате укрупнения колхозов село стало центром нового колхоза — «Курмангазы», названного по имени казахского композитора Курмангазы Сагырбайулы, похороненного на бугре Албасты на юго-восточной окраине села. С середины 1960-х годов село стало развиваться и быстро расти за счёт переселенцев из менее крупных и отдалённых сёл. В 1965 году Алтынжарский сельсовет, ранее входивший в состав Могойского, Зеленгинского и Красноярского районов, был передан в состав Володарского.
В октябре 2005 года в селе открылся Региональный культурный центр имени Курмангазы, включающий музей композитора, гостиницу на 20 мест, банкетный зал, музыкальную школу, выставку юрт и других традиционных элементов казахского быта на открытом воздухе. Комплекс был построен на средства Астраханской области и трёх западных областей Казахстана и пользуется популярностью у туристов из этой республики. Многие вывески на территории комплекса и описания экспонатов музея выполнены на русском и казахском языках.

### Известные уроженцы села
- Утежанов, Мажлис Муханбетжанович (1935‒1998) — поэт, журналист, первый редактор газеты «Ак Арна».

## География
Алтынжар расположен в юго-восточной части Астраханской области, в дельте реки Волги и находится на острове, образованном реками Бушма и Камардан, на правом берегу ерика Каражар. Абсолютная высота 25 метров ниже уровня моря
.
Уличная сеть
состоит из 18 географических объектов: Курмангазы пер., ул. 60 лет СССР, ул. Абая, ул. Валитхана Джумамухамбетова, ул. Гагарина, ул. Дорожная, ул. Клубная, ул. Курмангазы, ул. Мажлиса Утежанова, ул. Новая, ул. Новостройная, ул. Победы, ул. Серика Ажгалиева, ул. Советская, ул. Степная, ул. Центральная, ул. Школьная, ул. Юбилейная.
Климат
умеренный, резко континентальный, характеризуется высокими температурами летом и низкими — зимой, малым количеством осадков, а также большими годовыми и летними суточными амплитудами температуры воздуха.

## Население
| 2002 | 2010 |
| ---- | ---- |
| 915  | ↗998 |

Национальный и гендерный состав
По данным Всероссийской переписи в 2010 году, численность населения составляла 998 человек (492 мужчины и 506 женщин, 49,3 и 50,7 %% соответственно).
Согласно результатам переписи 2002 года, в национальной структуре населения казахи составляли 99 % от общей численности населения в 912 жителей.

## Инфраструктура
Здание администрации сельсовета, средняя школа, фельдшерско-акушерский пункт, сельская библиотека, детский сад, почта, несколько магазинов, Региональный культурный центр имени Курмангазы Сагырбайулы и его мавзолей.

## Транспорт
Через село проходит региональная автотрасса Володарский — Кошеванка (идентификационный номер 12 ОП РЗ 12Н 026). Остановка общественного транспорта «Алтынжар», через которую проходят маршрутные такси, следующие от Астрахани и районного центра Володарского далее на юг в сторону села Зеленга. На территории Алтынжара асфальтировано около 2 километров дороги.

## Фотогалерея

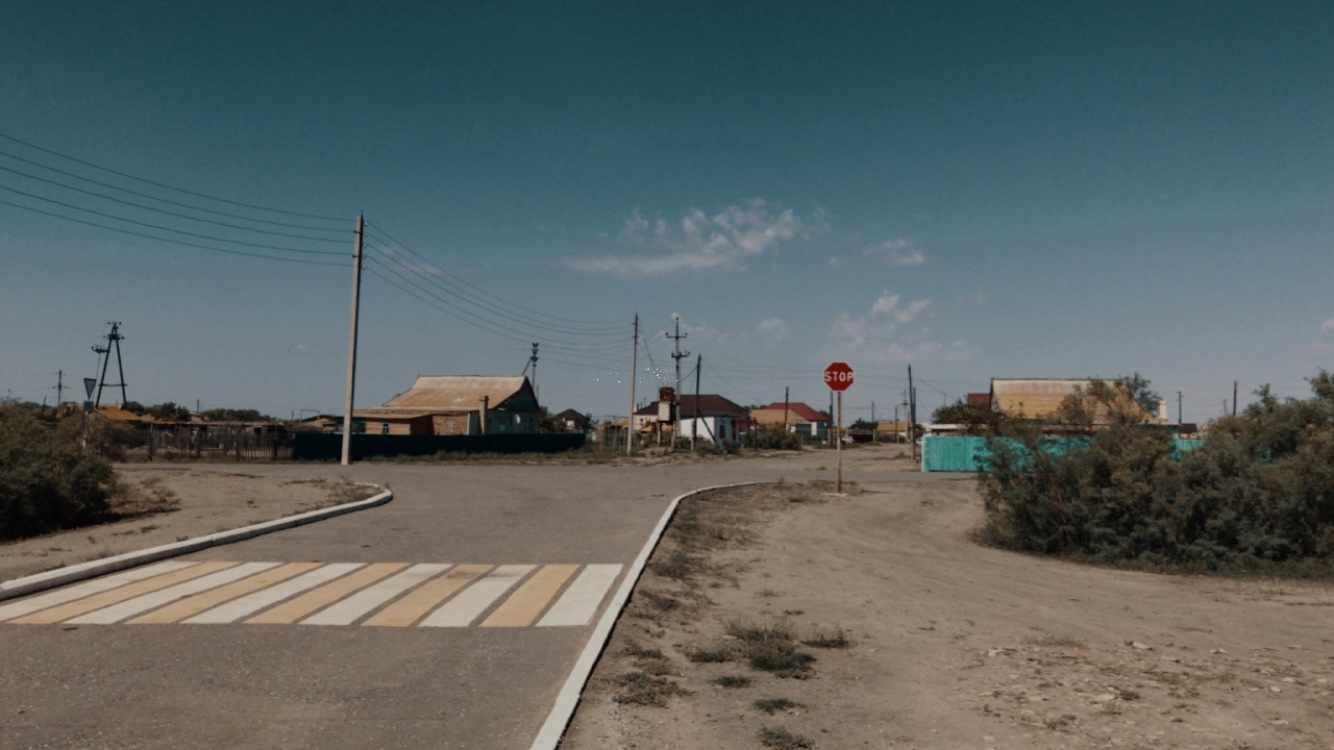
Новостройная улица в Алтынжаре
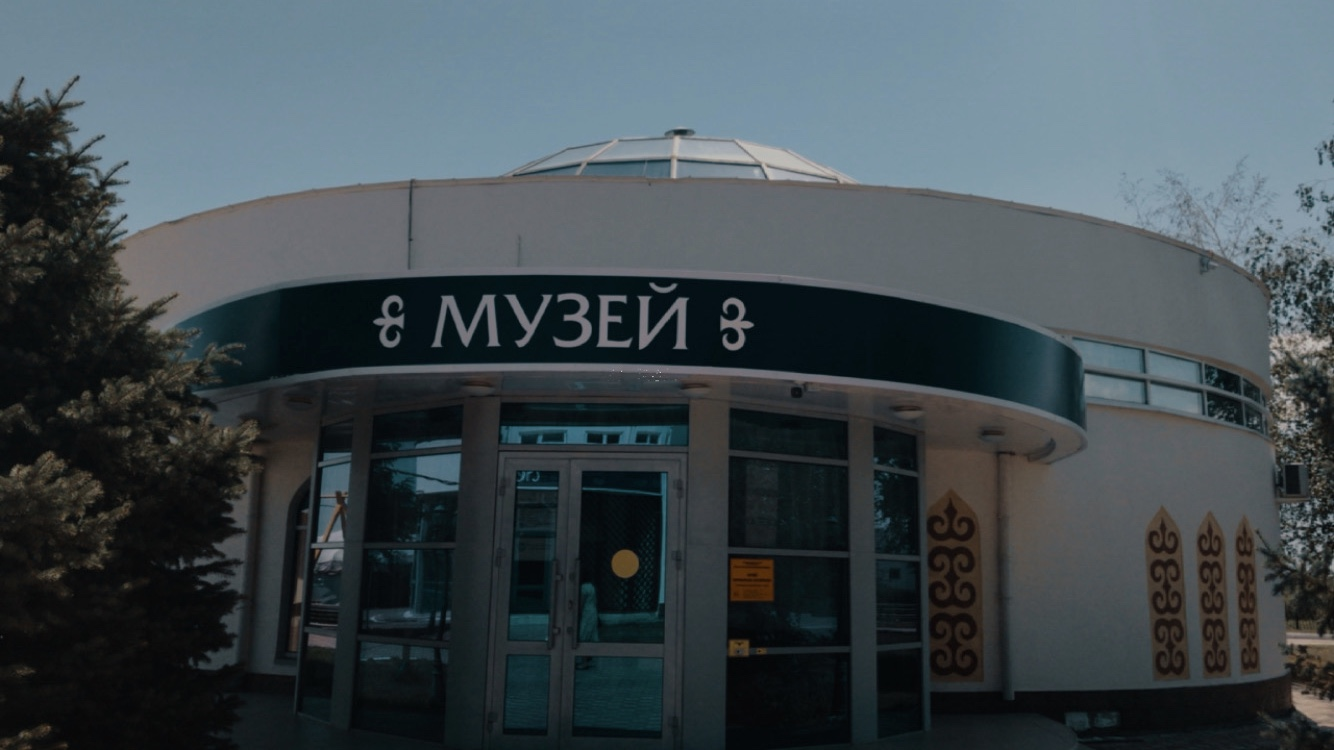
Музей Курмангазы
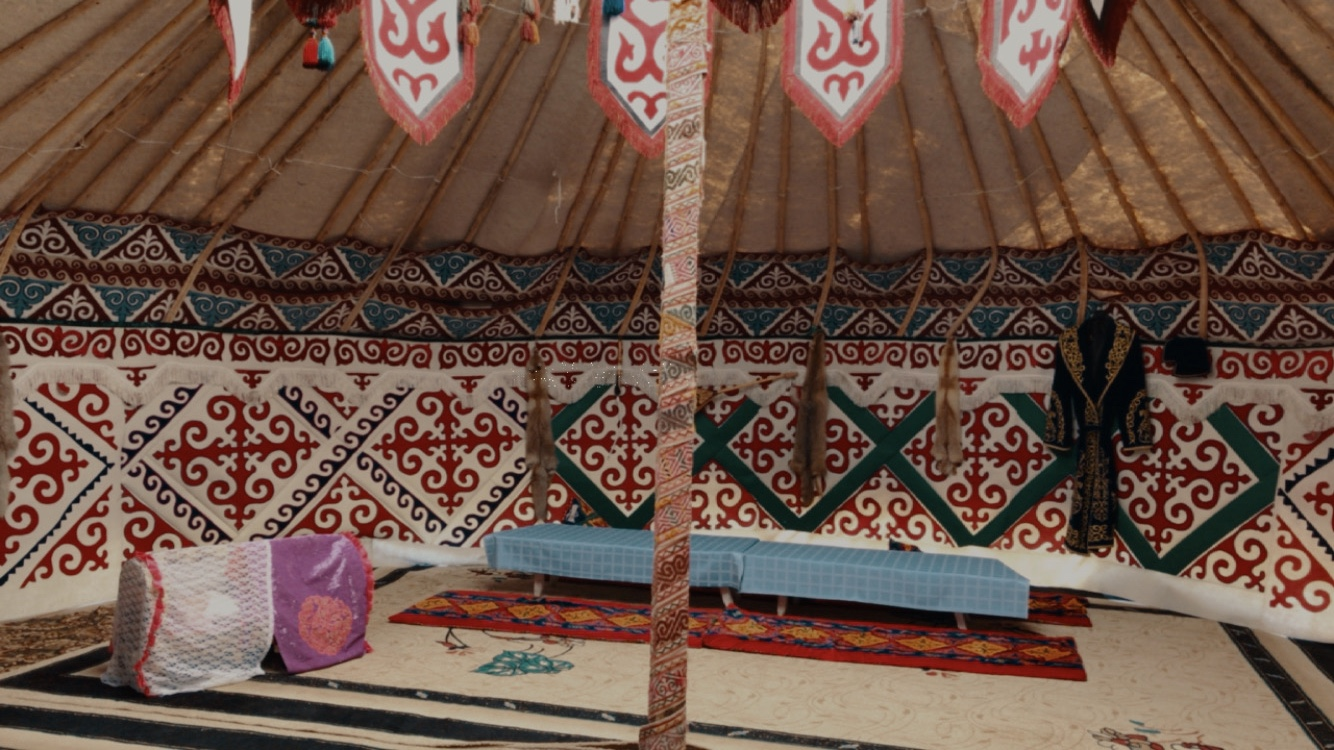
Казахская юрта в экспозиции культурного центра
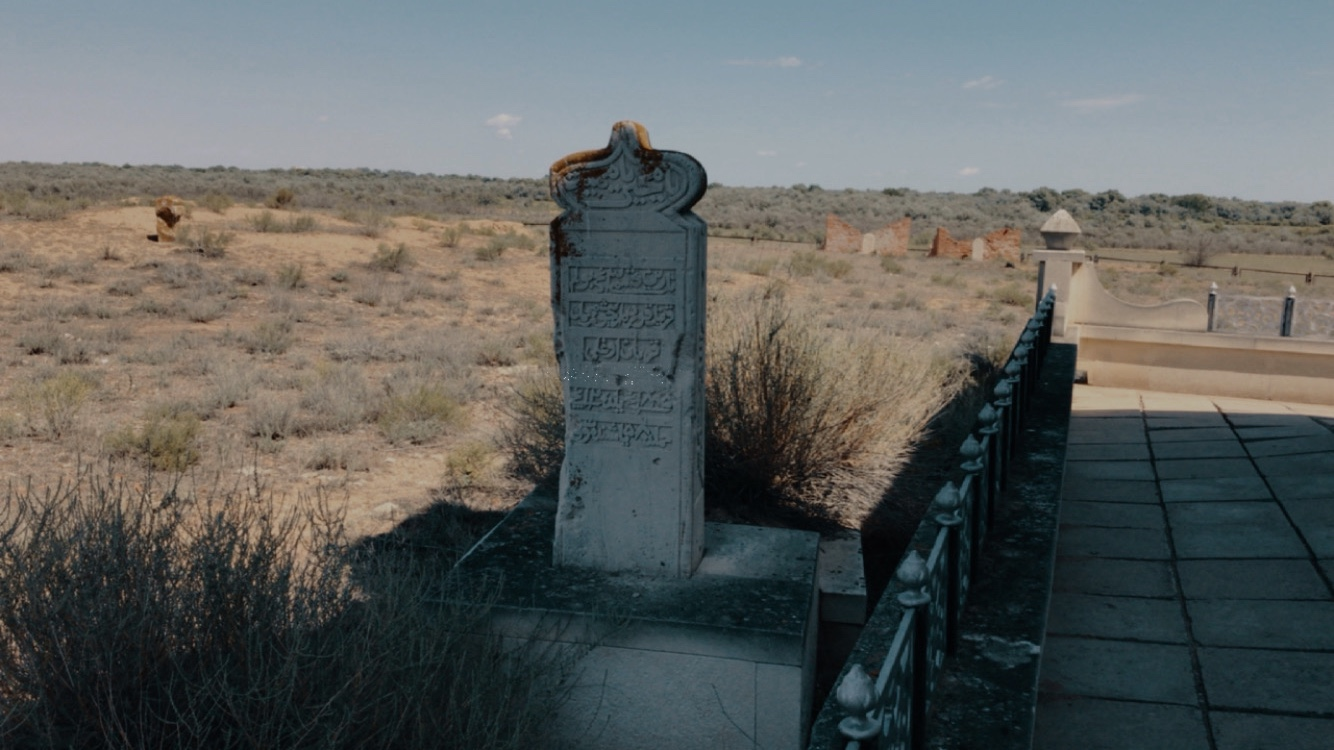
Старинная могила на кладбище на бугре Албасты